# 拉斐爾參孫遙控武器站

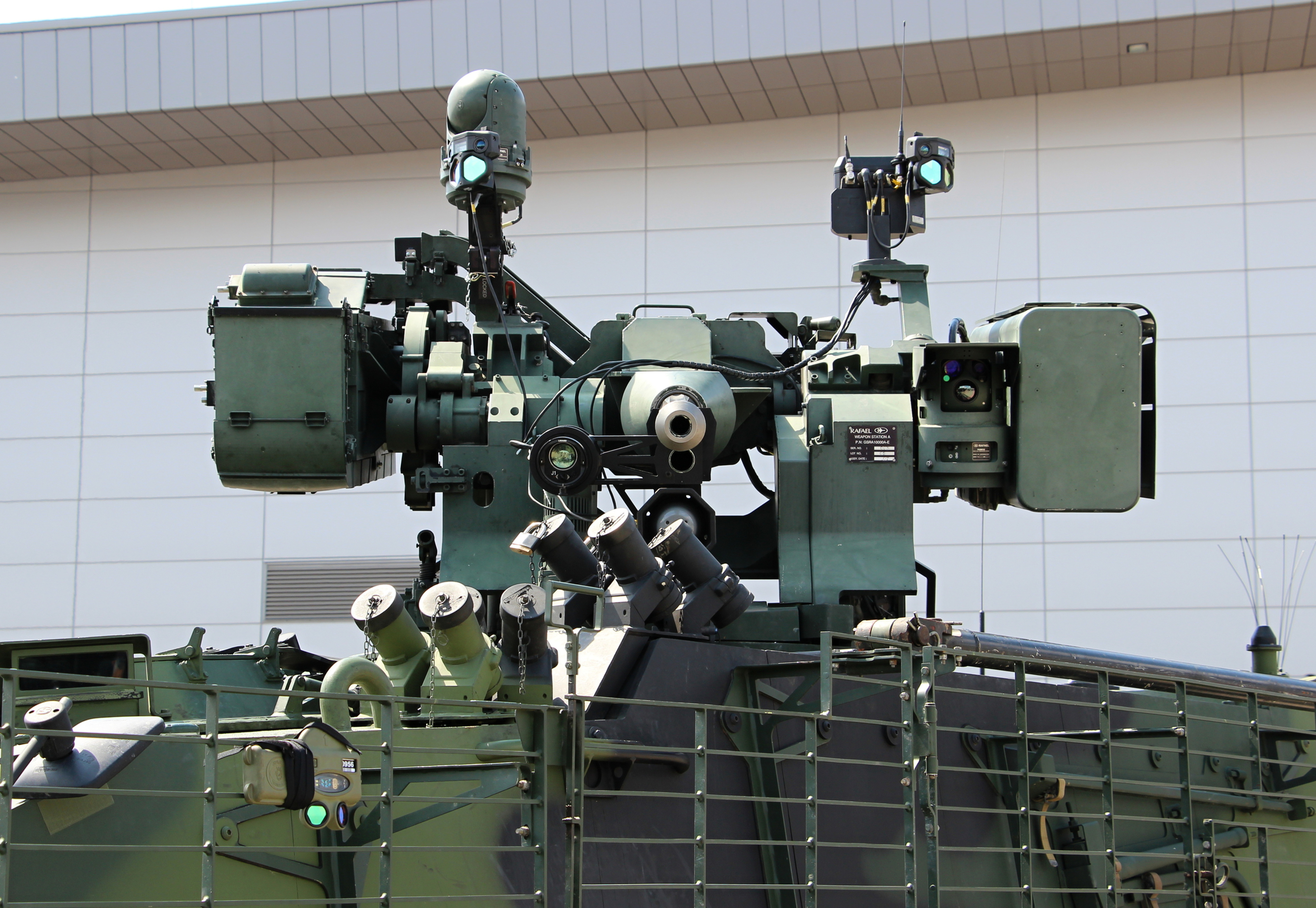
裝在捷克潘德2型裝甲車上的參孫RCWS-30武器站，裝備Mk 44巨蝮二式鏈炮。

參孫遙控武器站（RCWS）是一台由拉斐爾先進防禦系統公司與以色列國防軍合作研發的遙控武器站（遠程操作的砲塔），至今仍在生產和銷售。
它可以通過自動或遙控方式操作各種類型的武器，包括5.56毫米、7.62毫米和12.7毫米（.50 BMG）口徑机枪，40毫米自動榴彈發射器，反坦克导弹和觀察用途筴艙。而且它與同一開發商製造的海基系統，拉斐爾颱風武器站有著類似的設計原則和共性技術。而且與颱風武器站一樣，參孫遙控武器站也具有多種配置。

## 概述
參孫武器站族共有三款衍生型：
- 小參孫ROWS（英語：Samson Jr. ROWS）——用於搭載5.56毫米和7.62毫米口徑機槍，重量為60—75千克（132.28—165.35磅）。
- 迷你參孫ROWS（英語：Mini Samson ROWS）——用於搭載12.7毫米和14.5毫米口徑機槍，以及40毫米自動榴彈發射器，重量為140—160千克（308.65—352.74磅），類似於迷你颱風海軍型ROWS和OWS。
- 標準型參孫（英語：Standard Samson）——用於搭載20—40毫米（0.79—1.57英寸）口徑，重達1.5噸（1.5英噸；1.7短吨）的火炮，類似於標準颱風海軍型ROWS和OWS。[2]

例如，用於搭載30毫米口径機炮（比如Mk 44巨蝮二式鏈炮）的參孫遙控武器系統（RCSW-30）設計用於安裝在輕型裝甲、高機動性軍用車輛以上，並且由在車頂以下操作的射手或是車輛指揮官所操作。它提供可選的拉斐爾長釘反坦克導彈、煙霧彈發射器和嵌入式訓練器。RCWS 30是拉斐爾武器開發局的產品。
以色列還在其加沙地带圍牆的碉堡以內裝設了參孫RCWS的一款衍生型，旨在防止哈馬斯恐怖分子侵入其領土。
在以色列國防軍服役、並且命名為Roeh-Yoreh（Sees-Fires）的哨兵技術（Sentry Tech）系統亦被部署在加沙圍欄以上，使得位於後方的情報基地的攝影機操作員能夠使用12.7毫米口徑重機槍和釘反坦克導彈對邊境威脅作出迎擊。數十名被指定、所謂的恐怖分子被哨兵技術系統所擊殺。據報告，第一起個人死亡事件是在2008年12月的鑄鉛行動期間發生。

## 使用國

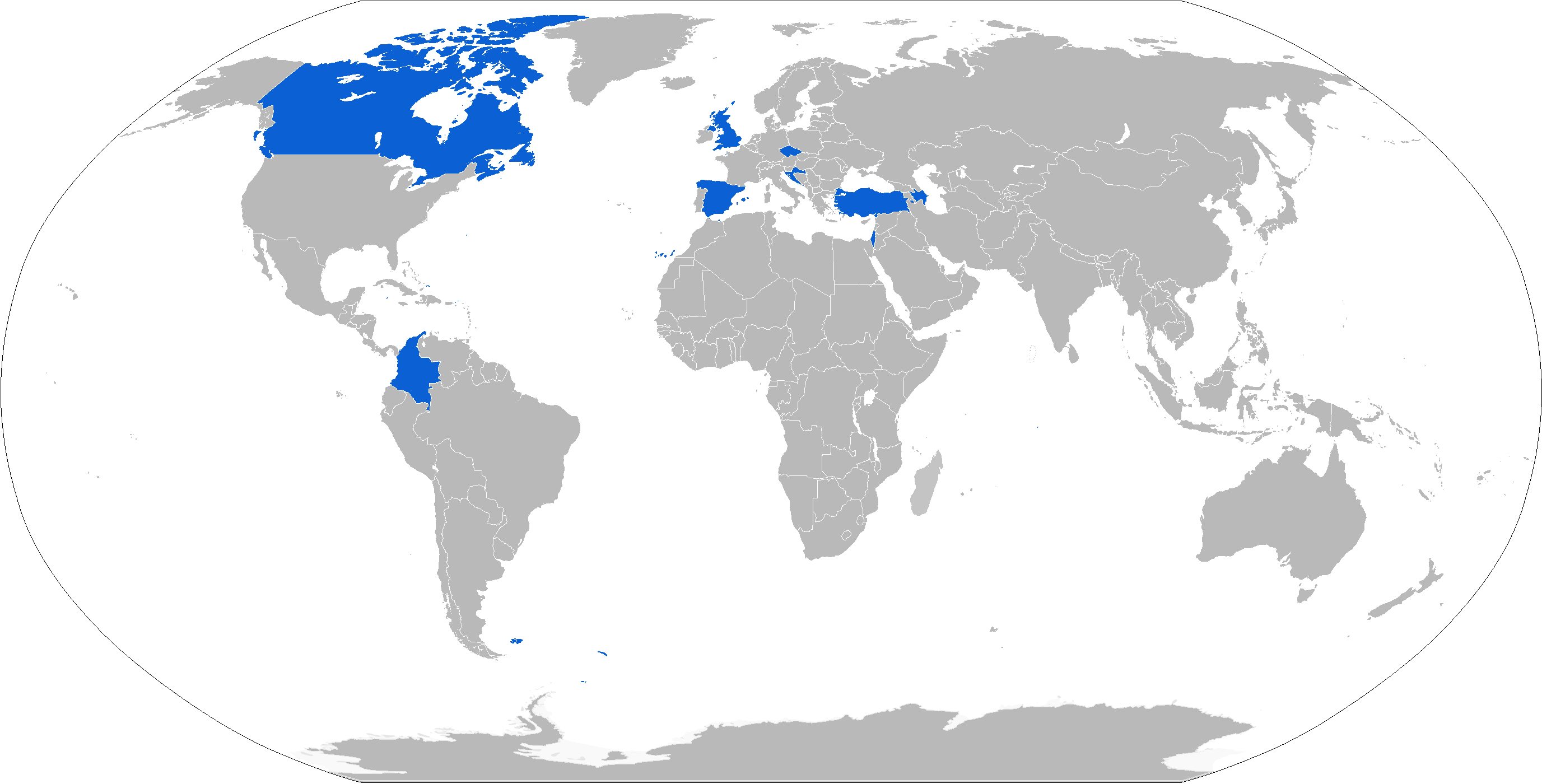
藍色為參孫武器站的使用國。

### 目前的使用國
- 加拿大：118台。
- 哥伦比亚：LAV-3裝甲車。[4]
- ：最初為克羅地亞軍隊的需求採購了4台參孫武器站，裝設在M84D（英语：M-84D）和M95「墮落者」主戰坦克以上並且進行測試，但最終克羅地亞陸軍採用了12.7毫米和30毫米口徑的防禦者遙控武器站。
- 捷克：潘德2型裝甲車[5]
- 以色列：納默（英语：Namer）、一些阿奇扎里特，以及一些悍馬。
- 立陶宛：88輛德國拳獅步兵戰車與搭載的拉斐爾參孫武器站配備30毫米口徑機炮和長釘-LR型反坦克導彈。[6]
- 西班牙：RG-31「尼亞拉」（英语：RG-31 Nyala）步兵機動車輛。
- ：現代威亞（英语：Hyundai Wia）裝甲車。
- 土耳其：眼鏡蛇裝甲車。
- 英国：335台，裝設於阿爾維斯司氏裝甲車（英语：Alvis Stormer）（5,000萬美元）。
- 美国：100台。

## 資料來源
1. ↑  .   [2019-07-02]. （原始内容存档于2021-02-26）.
2. ↑  
David R. Gillingham, Prashant R. Patel.  (PDF). INSTITUTE FOR DEFENSE ANALYSES: 35.   [2019-04-28]. （原始内容 (PDF)存档于2019-04-29）.
3. ↑   (PDF).   [2019-07-02]. （原始内容 (PDF)存档于2015-09-24）.
4. ↑  Samson RWS on Colombian LAV III （页面存档备份，存于） – Armyrecognition.com, December 29, 2012
5. ↑  . Defense Industry Daily. 2006-02-07  [7 September 2011]. （原始内容存档于2021-02-25）.
6. ↑  .   [2019-07-02]. （原始内容存档于2021-02-24）.

## 外部連結
- 维基共享资源上的相關多媒體資源：拉斐爾參孫遙控武器站
- （英文）—TYPHOON Naval Stabilized Weapon Station （页面存档备份，存于）

1. ↑  俗稱希伯來語：‎，羅馬化：Katlanit，直译：「致命」的女性词形变化。